# Corydalis thalictrifolia
Corydalis thalictrifolia là một loài thực vật có hoa trong họ Anh túc. Loài này được Jameson ex Regel mô tả khoa học đầu tiên năm 1861.